# Eotypotherium
Eotypotherium — вимерлий рід ссавців, що належить до підряду Typotheria. Він жив у ранньому міоцені. Його скам'янілі залишки були виявлені в формації Чукал, на чилійському Альтиплано, поблизу Салар-де-Суріре, в Південній Америці.

## Опис
Рід відомий з різних останків невеликих черепів із помітною відсутністю добре розвиненої виличної пластинки. Перший верхній різець має в язиковій частині борозенку.

## Голотип
Голотип SGOPV 5157, який зберігається в Чилійському національному музеї природної історії в Сантьяго-де-Чилі, включає праву половину обличчя, верхню щелепу та праву виличну дугу.